# People
People és un setmanari estatunidenc especialitzat en notícies de persones famoses i històries d'interès humà. Està publicat per Dotdash Meredith, una filial de IAC. Amb un nombre de lectors de 46,6 milions d'adults el 2009, People va tenir l'audiència més gran de qualsevol revista nord-americana, però va caure al segon lloc el 2018 després que el seu nombre de lectors va disminuir significativament fins als 35,9 milions. Va tenir 997 milions de dòlars d'ingressos publicitaris el 2011, els ingressos publicitaris més alts de qualsevol revista americana. L'any 2006, tenia una tirada de 3,75 milions i s'esperava que els ingressos superarien els 1.500 milions de dòlars. Va ser nomenada "Revista de l'any" per Advertising Age l'octubre de 2005, per l'excel·lència en editorial, circulació i publicitat. Va ocupar el sisè lloc de la llista "A" de l'Advertising Age i el número 3 de la llista "Brand Blazers" d'Adweek l'octubre de 2006.
La pàgina web de la revista se centra en notícies de celebritats i històries d'interès humà.
Tenen especial rellevància els seus números especials anuals que anomenen "El més bonic del món", "Millor i pitjor vestit" i "L'home més sexy del món". La seu de la revista es troba a la ciutat de Nova York i manté oficines editorials a Los Angeles i Londres. Per raons econòmiques, va tancar oficines a Austin, Miami i Chicago el 2006.

## Història
El concepte de People s'ha atribuït a Andrew Heiskell, director executiu de Time Inc en aquell moment i antic editor del setmanari Life. L'editor-director fundador de People va ser Richard Stolley, un antic editor adjunt de Life i el periodista que va adquirir la pel·lícula Zapruder de l'assassinat de John F. Kennedy per a Time Inc el 1963.
Stolley va definir l'objectiu de la revista com "tornar a la gent que està causant la notícia i que s'hi veu atrapat o mereix estar-hi. Ens centrem en les persones, no en els problemes." La determinació gairebé religiosa de Stolley de mantenir la revista centrada en la gent va contribuir significativament al seu ràpid èxit inicial. Inicialment, la revista es venia principalment als quioscos i als supermercats. Per publicar la revista cada setmana, els membres del personal fundador dormien regularment al terra de les seves oficines dues o tres nits cada setmana i limitaven severament tots els compromisos externs no essencials. La primera edició de la setmana que va acabar el 4 de març de 1974, va comptar amb l'actriu Mia Farrow, que llavors protagonitzava la pel·lícula El gran Gatsby, a la portada. Aquest número també va incloure històries sobre Gloria Vanderbilt, Aleksandr Solzhenitsyn i les dones dels veterans nord-americans del Vietnam que estaven desapareguts en acció. La revista, a part de la portada, estava impresa en blanc i negre. El preu inicial era de 35 cèntims (equivalent to $1.92 el 2021).
El nucli del petit equip editorial fundador incloïa altres editors, escriptors, fotògrafs i editors de fotos de la revista Life, que havia deixat de publicar-se només tretze mesos abans. Aquest grup incloïa l'editor en cap Stolley, els editors sèniors Hal Wingo (pare del presentador d'ESPN Trey Wingo), Sam Angeloff (l'editor director fundador de la revista <i id="mwaQ">Us</i>) i Robert Emmett Ginna, Jr. (un antic escriptor de Life i també productor de cinema i televisió); els escriptors James Watters (crític de teatre) i Ronald B. Scott (més tard biògraf del candidat presidencial Mitt Romney); l'antic editor sènior "Time Richard Burgheim (més tard el fundador de la desafortunada revista de televisió per cable de Time View); El cap de fotografia, fotògraf de Life, John Loengard, el succeirà John Dominus, un destacat fotògraf del personal de Life ; i l'artista del disseny Bernard Waber, autor i il·lustrador de la sèrie de llibres Lyle The Crocodile per a nens. Molts dels fotògrafs destacats de Life també van contribuir a la revista, inclosos Alfred Eisenstaedt i Gjon Mili i les estrelles emergents Co Rentmeester, David Burnett i Bill Eppridge. Altres membres del primer equip editorial incloïen els editors i escriptors Ross Drake, Ralph Novak, Bina Bernard, James Jerome, Sally Moore, Mary Vespa, Lee Wohlfert, Joyce Wansley, Curt Davis, Clare Crawford-Mason i Jed Horne, més tard editor de The Times-Picayune a Nova Orleans.
El 1996, Time Inc. va llançar una revista en castellà titulada People en Español. Segons la companyia la nova publicació va sorgir després que un número de 1995 de la revista original es distribuís amb dues portades diferents, una amb l'assassinat de la cantant Selena Quintanilla i l'altra amb l'exitosa sèrie de televisió Friends; la portada de Selena es va esgotar mentre que l'altra no. Tot i que la idea original era que les traduccions en castellà d'articles de la revista anglesa comprendrien la meitat del contingut, People en Español amb el temps va arribar a tenir contingut totalment original.
El 2002, People va presentar People Stylewatch, un títol centrat en l'estil, la moda i la bellesa de les celebritats, una extensió de quiosc de la seva columna Stylewatch. A la primavera de 2017, People Stylewatch va ser reanomenat PeopleStyle. A finals de 2017, es va anunciar que ja no hi hauria una versió impresa de PeopleStyle i que seria una publicació només digital.
A Austràlia, la versió localitzada de People es titula Who ja que ja hi havia una altra revista publicada amb el títol People.
El 26 de juliol de 2013, Outlook Group va anunciar que tancava l'edició índia de People, que va començar a publicar-se el 2008.
El setembre de 2016, en col·laboració amb Entertainment Weekly, People va llançar la xarxa People/Entertainment Weekly. La "xarxa de vídeos en línia gratuïta i compatible amb anuncis ... que cobreix celebritats, cultura pop, estil de vida i històries d'interès humà", va ser rebatejada com a PeopleTV el setembre de 2017.
El desembre de 2016, LaTavia Roberson es va enfrontar a una baralla amb People després d'al·legar que van citar i tergiversar la seva entrevista en línia.
Meredith va comprar Time Inc., inclosa People, el 2017. El 2019, l'editor de People Jess Cagle va anunciar que deixava el paper. Més tard es va anunciar que seria substituït per l'editor adjunt Dan Wakeford, que abans treballava per a In Touch Weekly. Liz Vaccariello va ser nomenada nova editora en cap el 23 de febrer de 2022, en substitució de Dan Wakeford.
El 6 d'octubre de 2021, Dotdash va comprar People, incloent Entertainment Weekly, InStyle i Magnolia Journal de Chip i Joanna Gaines. en un acord de 2.700 milions de dòlars.

### Teen People
L'any 1998, la revista va introduir una versió orientada als adolescents, anomenada Teen People. Tanmateix, el 27 de juliol de 2006, l'empresa va enunciar que es deixaria de publicar la revista Teen People immediatament. L'últim exemplar que es publicaria seria el de setembre de 2006. A canvi, els subscriptors d'aquesta revista van passar a rebre Entertainment Weekly durant la resta de la seva subscripció. Es van mencionar diverses raons pel tancament de la publicació, inclosa una caiguda de les pàgines d'anuncis, la competència d'internet i d'altres revistes orientades als adolescents, i una reducció en la circulació. Teenpeople.com es va fusionar amb People.com l'abril de 2007. A partir d'aquell moment, People.com "inclouria històries orientades als adolescents etiquetades com TeenPeople.com", segons va explicar Mark Golin, l'editor de People.com. Sobre la decisió d'unir les marques, va afirmar: "Tenim visites a TeenPeople, People és un lloc web més ampli, per què o combinar-es i fer que totes les visites vagin a parar al mateix lloc?"

## Spinoffs de televisió
La revista ha inspirat la sèrie de televisió People Magazine Investigates, una veritable sèrie de crims que va debutar el 2016 a Investigation Discovery, i People Puzzler, un programa de jocs temàtic de mots encreuats que va debutar el 2021 a Game Show Network.
Una versió de televisió anterior de la revista va començar com un programa de notícies d'entreteniment, presentat per Alan Hamel, Pat Mitchell i Phyllis George, amb Peter Stone com a substitut ocasional i va ser produït per Time-Life Television, emès a CBS a la tardor de 1978, i va durar uns mesos.